# جون ميلتون إيرل
جون ميلتون إيرل (بالإنجليزية: John Milton Earle)‏ هو سياسي أمريكي، ولد في 13 أبريل 1794، وتوفي في 8 فبراير 1874.